# Express Yourself (singel Madonny)
Express Yourself − drugi singel Madonny z jej czwartego albumu studyjnego Like a Prayer (1989). Wyprodukowany przez Madonnę i Stephena Braya, singel został opublikowany 9 maja 1989 roku.
Tekst piosenki mówi o odrzuceniu przyjemności materialnych i przyjęciu dla siebie jedynie tego, co najlepsze; podteksty są stosowane w całym utworze. Utwór otrzymał pozytywne recenzje od krytyków, którzy pochwalili przesłanie piosenki dotyczące równości płci i pochwalili ją za to, że jest hymnem na rzecz wolności i zachętą dla kobiet i wszystkich uciskanych mniejszości.
Towarzyszący teledysk, wyreżyserowany przez Davida Finchera, został zainspirowany klasycznym filmem Fritza Langa Metropolis (1927). Jego całkowity budżet wynosił 5 milionów dolarów (11,8 miliona dolarów w 2022 roku), co czyniło go najdroższym teledyskiem, jaki kiedykolwiek powstał, a obecnie trzecim najdroższym w historii. Klip przedstawiał miasto pełne wysokich drapaczy chmur i linii kolejowych. Madonna wcieliła się w rolę czarującej kobiety i zakutej w łańcuchy masochistki, a jej pracownikami byli muskularni mężczyźni. W końcu wybiera na randkę jednego z nich – granego przez modela Camerona Zaburzenia. Krytycy zwrócili uwagę na przedstawienie kobiecej seksualności w filmie oraz na to, że męski wizerunek Madonny w filmie naginał płeć.
Utwór zajął drugie miejsce notowania Billboard Hot 100 oraz pierwsze listy przebojów Kanady. Piosenka była też przebojem w Europie oraz Australii i Oceanii, zajmując pozycje w Top 5 list w Australii, Austrii, Belgii, Hiszpanii, Holandii, Irlandii, Niemczech, Norwegii, Nowej Zelandii, Szwajcarii, Szwecji, we Włoszech i w Wielkiej Brytanii. W Stanach Zjednoczonych "Express Yourself" był przebojem dyskotek; uplasował się na szczycie zestawienia Billboard Hot Dance Music/Club Play. Wyprzedano ponad pięćset tysięcy kopii singla w USA.
„Express Yourself” był wykonywany podczas czterech światowych tras koncertowych Madonny, a wykonaniem tego utworu zajmowały się główne bohaterki programu telewizyjnego Fox Glee, które wykonały tę piosenkę w odcinku zatytułowanym „The Power of Madonna”. Odcisnął swoje piętno na kulturze masowej. Do przeboju Madonny w swojej twórczości nawiązywały Spice Girls, Christina Aguilera (w teledysku do singlowego utworu "Not Myself Tonight") oraz Lady Gaga ("Born This Way").